# Christian Lüttichau
 Der er flere personer med dette navn, se Christian Ditlev von Lüttichau.
Christian Ditlev Lüttichau (født 20. april 1832 på Tjele Gods, død 24. august 1915 sammesteds) var en dansk godsejer og finansminister. Han var far til Helmuth Lüttichau.

## Uddannelse
Christian Lüttichau var søn af besidder af Stamhuset Tjele, kammerherre Hans Helmuth Lüttichau (1804-1857) og Idalia Frederikke Pauline f. Dirckinck af Holmfeld. Han blev 1849 student fra Viborg Katedralskole og tog det følgende år Anden Eksamen. Efter i nogen tid at have studeret retsvidenskab gik han over til ganske at vie sine kræfter til landvæsenet og dermed beslægtede interesser. Han var først i nogle år forpagter af den under Stamhuset Tjele hørende gård Vingegård og tiltrådte i 1862 stamhuset, som i henhold til erektionspatentet blev besiddet af hans moder som enke indtil hans 30. år. Siden 1889 ejede han tillige sædegården Viskum. Lüttichau kom snart ind i det kommunale liv og var i en lang årrække formand for Tjele Sogneråd og i nogle år tillige medlem af Viborg Amtsråd. Under de bevægede politiske forhold havde han ved sin hensynsfuldhed og sit imødekommende væsen gode betingelser for at holde sammen på de forskellige retninger. Foruden at have siddet i bestyrelserne for flere landøkonomiske foreninger (se nedenfor) har Lüttichau været formand for Brandforsikringen "Jyllands" repræsentantskab, formand for Centralforeningen af jyske Sognesparekasser, medlem af bestyrelsen for Kjøbenhavns Handelsbank, medlem af Landmandsbankens bankråd, medlem af Overformynderiets lånebestyrelse for Viborg Amtsrådskreds m.m.

## Finansminister
Fra 1887 til 1898 repræsenterede Lüttichau Randerskredsen i Folketinget, hvor han var en flittig deltager i forhandlingerne om økonomiske spørgsmål. Da baron Tage Reedtz-Thott nogle måneder efter det politiske forlig dannede sit ministerium, var opmærksomheden under hensyn til hele den politiske situation og Lüttichaus fortid og egenskaber ret naturlig henledet på ham, og han indtrådte 7. august 1894 i ministeriet som finansminister. Den vigtigste foranstaltning, der i hans ministertid blev gennemført på Finansministeriets område, var konverteringen af statsgælden fra 3½ à 4%. til 3 %. (Lov af 5. december 1894).
Lüttichau, der udnævntes til hofjægermester 1862 og til kammerherre 1874, ægtede 1860 Margrethe Theresia Petrine Malvina Jessen, datter af kammerherre, hofjægermester Nicolai Jacob Jessen. Lüttichau blev Ridder af Dannebrog 1875, Dannebrogsmand 1888, Kommandør af 2. grad 1894, af 1. grad 1897 og modtog Storkorset 1908.

## Godsejeren
Christian Lüttichau opgav juraen for landbruget; han overtog Stamhuset Tjele, og snart viste han sig ikke blot som en dygtig godsadministrator – virksomt fremhjalp han fæstegodsets overgang til selvejendom –, men også som ejende interesse for almengavnlige opgaver. Han har således virket ivrig i den sag, der frem for nogen var Jyllands nationale, hedeopdyrkningen og beplantningen; han var medstifter af Hedeselskabet, hvor han var formand i bestyrelsen til 1908 og siden æresmedlem. Igennem en mængde landøkonomiske foreningers dommerudvalg, bestyrelser osv. avancerede Lüttichau efterhånden op til landbrugets første stillinger. Alt 1875 var han vicepræsident ved den 13. landmandsforsamling i Viborg, og 1884 valgtes han til formand for Fællesforeningen af jyske Landboforeninger. Han nedlagde formandskabet 1893 og valgtes i december samme år til præsident i Landhusholdningsselskabet. Året efter stod han som præsident for den 17. landmandsforsamling i Randers. Da Lüttichau udnævntes til finansminister, nedlagde han både stillingen som Landhusholdningsselskabets præsident og andre landøkonomiske tillidshverv. 
Han er begravet på Tjele.

## Gengivelser
Der findes en miniature af H.L. Galster (Frederiksborgmuseet). Xylografi 1892. Portrætmaleri af Hans Christian Jensen fra 1895 (Tjele), efter dette kopi af fru Lüttichau (Folketinget). Afbildet på karikatur af Alfred Schmidt 1909 (Frederiksborgmuseet). Statuette af Anders Bundgaard fra 1917 (sammesteds), forarbejde til statue fra 1918 er placeret på Hjultorvet i Viborg foran Viborg Museum. Fotografier af Adolph Lønborg og W. Gylstorff 1877.